# Guéret
Guéret (okcitansko Garait) je naselje in občina v osrednji francoski regiji Limousin, prefektura departmaja Creuse. Leta 2012 je naselje imelo 13.219 prebivalcev.

## Geografija
Kraj leži v pokrajini Marche 76 km severovzhodno od središča regije Limogesa.

## Uprava
Guéret je sedež treh kantonov:
- Kanton Guéret-Jugovzhod (del občine Guéret, občine La Saunière, Sainte-Feyre, Saint-Laurent: 7.305 prebivalcev),
- Kanton Guéret-Jugozahod (del občine Guéret, občine La Chapelle-Taillefert, Savennes, Saint-Christophe, Saint-Victor-en-Marche: 5.177 prebivalcev),
- Kanton Guéret-Sever (del občine Guéret, občine Ajain, Glénic, Jouillat, Ladapeyre, Saint-Fiel: 9.063 prebivalcev).

Kraj je prav tako sedež okrožja, v katerega so poleg njegovih vključeni še kantoni Ahun, Bénévent-l'Abbaye, Bonnat, Bourganeuf, Boussac, Châtelus-Malvaleix, Dun-le-Palestel, Grand-Bourg, Jarnages, Pontarion, Saint-Vaury in La Souterraine s 83.965 prebivalci.

## Zanimivosti
- cerkev sv. Petra in Pavla, zgrajena v 13. stoletju,
- muzej Sénatorerie, stavba je prvotno služila kot rezidenca senatorjev za časa Napoleona, od 1832 dom Dužbe arheološko naravoslovnih znanosti departmaja Creuse,
- dvorec château de Sainte Feyre iz 18. stoletja, naslednik nekdanjega srednjeveškega gradu,
- jezero étang de Courtille, gozd Chabrières.

## Pobratena mesta
- Stein (Bavarska, Nemčija).